# روبرت غراهام (نحات)
روبرت غراهام (بالإسبانية: Robert Graham)‏ (و. 1938 – 2008 م) هو نحات، ومهندس معماري مكسيكي، ولد في مدينة مكسيكو، توفي في سانتا مونيكا، كاليفورنيا، عن عمر يناهز 70 عاماً.

## التعليم
تعلم في جامعة سان هوزيه الحكومية، وتعلم في معهد الفنون في سان فرانسيسكو
.

## جوائز
حصل على جوائز منها:

قاعة مشاهير كاليفورنيا (2008)

## روابط خارجية
- روبرت غراهام على موقع IMDb (الإنجليزية)
- روبرت غراهام على موقع قاعدة بيانات الفيلم (الإنجليزية)